# Ermita de Sant Vicent Ferrer (Beneixama)
L'ermita de Sant Vicent Ferrer està situada al llogaret del Salze, a 2.5 km de Beneixama, a la comarca de l'Alt Vinalopó (País Valencià).
Es va construir entre 1847 i 1855. Va patir desperfectes durant la Guerra civil espanyola, per la qual cosa es va haver de restaurar als anys següents. Entre 1992 i 1997 es va dur a terme una altra restauració. Té la categoria de Bé de Rellevància Local.
És un edifici exempt. Tot sembla indicar que en principi havia de tindre una planta de creu grega, però no va arribar a completar-se i va quedar en planta rectangular, de 16 per 7.25 metres. La façana està orientada cap a migjorn, feta amb pedres irregulars allisades en la cara visible i argamassa.
Compta amb pilastres adossades amb capitells jònics, entaulament, cornisa i arcs torals, elements que sostenen la volta de canó. L'entaulament es trenca en el segon tram amb els murs laterals, i s'alcen per sobre la cornisa, tot acabant en arcs formerers, els quals, junt els perpians, donen suport a la cúpula.
A l'interior hi ha un retaule neoclàssic, amb fornícula amb la imatge de sant Vicent Ferrer. També hi cal destacar la campana, anomenada "Vicenta Cristina".